# Baldur Ingimar Aðalsteinsson
Baldur Ingimar Adalsteinsson (ur. 12 lutego 1980) – islandzki piłkarz grający na pozycji pomocnika.

## Kariera klubowa
Profesjonalną karierę zaczynał w klubie IF Völsungur Húsavík. W 1999 roku przeniósł się do Akraness, gdzie spędził kolejnych pięć sezonów. W latach 2004–2010 reprezentował barwy Valur Reykjavík, a od 2011 roku jest graczem klubu Víkingur Reykjavík.

## Kariera reprezentacyjna
W reprezentacji Islandii zadebiutował 10 stycznia 2002 roku w towarzyskim meczu przeciwko reprezentacji Arabii Saudyjskiej. Na boisku pojawił się w 78 minucie. W latach 2002–2008 rozegrał w niej osiem meczów.
| Mecze i gole w reprezentacji | Mecze i gole w reprezentacji | Mecze i gole w reprezentacji | Mecze i gole w reprezentacji | Mecze i gole w reprezentacji | Mecze i gole w reprezentacji | Mecze i gole w reprezentacji |
| #                            | Data                         | Stadion                      | Rywal                        | Wynik                        | Gol                          | Rozgrywki                    |
| 2002                         | 2002                         | 2002                         | 2002                         | 2002                         | 2002                         | 2002                         |
| ---------------------------- | ---------------------------- | ---------------------------- | ---------------------------- | ---------------------------- | ---------------------------- | ---------------------------- |
| 1.                           | 10.01.2002                   | Rijad, Arabia Saudyjska      | Arabia Saudyjska             | 0:1                          | 0                            | towarzyski                   |
| 2.                           | 07.03.2002                   | Cuiabá, Brazylia             | Brazylia                     | 1:6                          | 0                            | towarzyski                   |
| 2007                         |                              |                              |                              |                              |                              |                              |
| 3.                           | 22.08.2007                   | Reykjavík, Islandia          | Kanada                       | 1:1                          | 0                            | towarzyski                   |
| 4.                           | 08.09.2007                   | Reykjavík, Islandia          | Hiszpania                    | 1:1                          | 0                            | El. ME 2008                  |
| 2008                         |                              |                              |                              |                              |                              |                              |
| 5.                           | 02.02.2008                   | Attard, Malta                | Białoruś                     | 0:2                          | 0                            | towarzyski                   |
| 6.                           | 04.02.2008                   | Attard, Malta                | Malta                        | 0:1                          | 0                            | towarzyski                   |
| 7.                           | 06.02.2008                   | Attard, Malta                | Armenia                      | 2:0                          | 0                            | towarzyski                   |
| 8.                           | 16.03.2008                   | Kópavogur, Islandia          | Wyspy Owcze                  | 3:0                          | 0                            | towarzyski                   |

## Sukcesy
- Mistrzostwo Islandii: 2001 (IA); 2007 (Valur)
- Puchar Islandii: 2000, 2003 (IA); 2005 (Valur)
- Puchar Ligi Islandzkiej: 2000, 2003 (IA); 2008 (Valur)
- Superpuchar Islandii: 2006, 2008 (Valur)